# HD 6473
HD 6473，又名BD+79 29，SAO 4331、HR 312，是一颗恒星，视星等为6.29，位于銀經123.74，銀緯17.17，其B1900.0坐标为赤經1h 0m 39.5s，赤緯+79° 17.17′ 41″。